# Ribair Rodríguez
 Ribair Rodríguez Pérez (ur. 4 października 1987 w Montevideo) – urugwajski piłkarz pochodzenia hiszpańskiego występujący na pozycji defensywnego pomocnika, obecnie zawodnik Nacionalu.

## Kariera klubowa
Rodríguez pochodzi ze stołecznego Montevideo i jest wychowankiem tamtejszego klubu Danubio FC. Do seniorskiej drużyny został włączony już jako szesnastolatek przez szkoleniowca Gerardo Pelusso, wraz z przyszłymi reprezentantami kraju – Christianem Stuanim i Walterem Gargano. W urugwajskiej Primera División zadebiutował w 2004 roku i już w swoim premierowym sezonie 2004 zdobył z Danubio mistrzostwo Urugwaju, za sprawą udanych występów będąc porównywanym do Patricka Vieiry. Początkowo pełnił jednak wyłącznie rolę rezerwowego zawodnika zespołu i w tej roli podczas rozgrywek 2006/2007 osiągnął z ekipą prowadzoną przez Gustavo Matosasa kolejny tytuł mistrza Urugwaju, rozgrywając wówczas zaledwie jedno ligowe spotkanie. Bezpośrednio po tym wywalczył sobie jednak miejsce w wyjściowej jedenastce, premierowego gola w najwyższej klasie rozgrywkowej zdobywając 25 sierpnia 2007 w wygranym 3:0 spotkaniu z Miramar Misiones. Ogółem barwy Danubio reprezentował przez sześć lat.
Wiosną 2010 Rodríguez na zasadzie wolnego transferu przeszedł do argentyńskiego zespołu Club Atlético Tigre. W argentyńskiej Primera División zadebiutował 30 stycznia 2010 w przegranej 0:2 konfrontacji z Chacarita Juniors, a ogółem w barwach Tigre spędził bez większych sukcesów rok, nie potrafiąc sobie na stałe wywalczyć niepodważalnej pozycji w pierwszym składzie. W styczniu 2011 został graczem drugoligowego Belgrano de Córdoba, gdzie z kolei z miejsca został kluczowym pomocnikiem zespołu i już po upływie pół roku, na koniec rozgrywek 2010/2011, wywalczył z nim awans do najwyższej klasy rozgrywkowej, pokonując w barażach krajowego giganta – River Plate (2:0, 1:1), który w konsekwencji po raz pierwszy w historii spadł do drugiej ligi. W barwach Belgrano spędził jeszcze rok w pierwszej lidze, po czym wyjechał do Włoch, gdzie jako wolny zawodnik podpisał umowę z AC Siena. W Serie A zadebiutował 16 września 2012 w zremisowanym 2:2 meczu z Udinese Calcio, a ogółem w Sienie spędził nieudane pół roku, będąc niemal wyłącznie rezerwowym walczącej o utrzymanie ekipy.
W styczniu 2013 Rodríguez wrócił do Argentyny, na zasadzie wypożyczenia zasilając tamtejszego potentata Club Atlético Boca Juniors ze stołecznego Buenos Aires. W barwach tej ekipy 1 września 2013 w wygranym 2:1 pojedynku z Vélezem Sársfield strzelił swojego pierwszego gola w lidze argentyńskiej, a ogółem w Boca grał bez poważniejszych osiągnięć przez rok, początkowo jako rezerwowy, lecz później był już podstawowym graczem zespołu. Bezpośrednio po tym za sumę 1,25 miliona dolarów przeszedł do meksykańskiej ekipy Club Santos Laguna z siedzibą w Torreón, w tamtejszej Liga MX debiutując 11 stycznia 2014 w przegranym 1:2 spotkaniu z Cruz Azul. Kilka tygodni później został kluczowym graczem środka pola, a premierową bramkę w lidze meksykańskiej zdobył 30 kwietnia tego samego roku w przegranej 3:5 konfrontacji z Américą. Niedługo potem stracił jednak miejsce w wyjściowym składzie i w jesiennym sezonie Apertura 2014, już jako rezerwowy, zdobył z Santos Laguną puchar Meksyku – Copa MX.
Wiosną 2015 Rodríguez powrócił do ojczyzny, udając się na wypożyczenie do tamtejszego giganta – stołecznego Club Nacional de Football.
| Sezon     | Klub                       | Kraj      | Rozgrywki          | Mecze | Bramki |
| --------- | -------------------------- | --------- | ------------------ | ----- | ------ |
| 2004      | Danubio FC                 | Urugwaj   | Primera División   | 9     | 0      |
| 2005      | Danubio FC                 | Urugwaj   | Primera División   | 2     | 0      |
| 2005/2006 | Danubio FC                 | Urugwaj   | Primera División   | 14    | 0      |
| 2006/2007 | Danubio FC                 | Urugwaj   | Primera División   | 1     | 0      |
| 2007/2008 | Danubio FC                 | Urugwaj   | Primera División   | 22    | 2      |
| 2008/2009 | Danubio FC                 | Urugwaj   | Primera División   | 20    | 1      |
| 2009/2010 | Danubio FC                 | Urugwaj   | Primera División   | 12    | 2      |
| 2009/2010 | Club Atlético Tigre        | Argentyna | Primera División   | 13    | 0      |
| 2010/2011 | Club Atlético Tigre        | Argentyna | Primera División   | 9     | 0      |
| 2010/2011 | Belgrano de Córdoba        | Argentyna | Primera B Nacional | 17    | 2      |
| 2011/2012 | Belgrano de Córdoba        | Argentyna | Primera División   | 29    | 0      |
| 2012/2013 | AC Siena                   | Włochy    | Serie A            | 6     | 0      |
| 2012/2013 | Club Atlético Boca Juniors | Argentyna | Primera División   | 8     | 0      |
| 2013/2014 | Club Atlético Boca Juniors | Argentyna | Primera División   | 14    | 1      |
| 2013/2014 | Club Santos Laguna         | Meksyk    | Liga MX            | 15    | 2      |
| 2014/2015 | Club Santos Laguna         | Meksyk    | Liga MX            | 7     | 0      |
| 2014/2015 | Club Nacional de Football  | Urugwaj   | Primera División   |       |        |

## Kariera reprezentacyjna
W 2005 roku Rodríguez został powołany przez szkoleniowca Gustavo Ferrína do reprezentacji Urugwaju U-20 na Mistrzostwa Ameryki Południowej U-20. Na kolumbijskich boiskach, mimo najmłodszego wieku z całej swojej drużyny, pełnił rolę podstawowego gracza i wystąpił we wszystkich dziewięciu możliwych spotkaniach, nie wpisując się na listę strzelców. Jego kadra, mająca w składzie graczy takich jak Fernando Muslera, Diego Godín czy Álvaro Pereira, zajęła wówczas trzecie miejsce w pierwszej rundzie z bilansem zwycięstwa i trzech remisów, kwalifikując się do grupy finałowej. Tam z kolei zanotowała zwycięstwo, dwa remisy i dwie porażki, plasując się dopiero na piątej, przedostatniej lokacie, przez co nie awansowała się na Mistrzostwa Świata U-20 w Holandii. Dwa lata później był bliski powołania na kolejne Mistrzostwa Ameryki Południowej U-20, lecz tym razem nie znalazł się w ostatecznym składzie ze względu na kontuzję.